# NGC 1158
NGC 1158 é uma galáxia lenticular (SB0) localizada na direcção da constelação de Eridanus. Possui uma declinação de -14° 23' 42" e uma ascensão recta de 2 horas, 57 minutos e 11,4 segundos.
A galáxia NGC 1158 foi descoberta em 1886 por Frank Leavenworth.